# Доминик Вилкинс
Доминик Вилкинс (енгл. Dominique Wilkins; Париз, Француска, 12. јануар 1960) је бивши амерички кошаркаш. Био је НБА Ол-Стар чак 9 пута. Сматра се једним од најатрактивнијих играча, поготово због својих закуцавања, па је због тога и добио надимак: Људски успорени снимак. Вилкинс је постао члан НБА Куће славних 2006. године.
На драфту 1982. одабрала га је Јута Џез као 3. пика.
Вилкинс је после само неколико месеци замењен за Џона Дру, Фремена Вилиамса и 1 милион $, што се сматра за једном од највећих грешака у трговини играчима.
У сезони 1984-84 је први пут наступио у Ол-Стар викенду у такмичењу за најатрактивније закуцавање у НБА-у.
Сезона 1985-86 је била његова сезона из снова.Те сезоне је био најбољи шутер тиме што је по утакмици убацивао 30,3 поена по утакмици.Због те чињенице, први пут је наступио као Ол-Стар и на крају сезоне је изабран у најбољих 5.Те сезоне је одвео свој тим до полуфинала Источне конференције где су изгубили од, касније шампиона,Бостон Селтикса са 4-1.
Следећа сезона је била најбоља по његов тим јер су у регуларној сезони поставили рекорд клуба са 57 победа.
Сезоне 1987-88 је био други по поенима по утакмици са 30,7 иза Џордана који је убацивао 35,0 по утакмици.Такође је изгубио у такмичењу за најбоље закуцавање од Џордана.Међутим, у Ол-Стар мечу је са 29 поена водио источну конференцију до победе 138-133.Те сезоне је опет носио свој тим до полуфинала источне конференције, и опет су изгубили од Бостон Селтикса 4-3.У седмој утакмици он и Лери Брд нису могли да се зауставе.Наиме,Вилкинс је на тој утакмици забележио 47, а Брд 34 поена.Утакмица се завршила резултатом 118-116, а Селтикси су из тог дуела изашли као победници.Вилкинс је након утакмице рекао:Ја нисам могао да промашим.Он није могао да промаши.И све се свело на последњи шут.Ко ће да шутне последњи шут?То је била најбоља утакмица коју сам одиграо или видео.То су била два типа који нису хтели да изгубе.
Сезона 1988-89 му је била четврта сезона заредом како је био Ол-Стар.
У сезони 1991-92 Вилкинс је убацио тада рекорд у НБА-у 23 слободна бацања у мечу против Чикаго Булза.Те сезоне је такође имао операцију.Те године је на мечу против Њујорка убацио 52 поена, бише него било ко те сезоне.
У сезони 1992-93 је добио награду као играч који се најбоље најбоље вратио у игру:NBA Comeback Player Of The Year.Те сезоне је и оборио рекорд по поенима Атланте Хокса који је држао Боб Петит који је за Атланту у својој каријери постигао 20,880 поена.Те сезоне је опет завршио као други шутер у НБА-у са 29,9 поена по утакмици, опет иза Џордана који је убацивао 32,6 поена по утакмици.
У сезони 1993-94 је прешао у Л.А. Клиперсе.
Вилкинс је НБА каријеру завршио тако што је постигао 24,019 поена од чега је 23,292 постигао за Атланту. Са Националним тимом је 1994. постао првак света.
Након тога је отишао у Панатенаикос, где је провео једну сезону, па се вратио у САД, у Сан Антонио, па опет у Европу, овај пут у Италију и постао је на кратко члан Болоње.Каријеру је завршио у Орланду.
Вилкинс је учествовао у 5 такмичења за најатрактивније закуцавање.Победио је 1985. и 1990.